# رادیوویه مانیچ
رادیوویه مانیچ (انگلیسی: Radivoje Manić؛ زادهٔ ۱۶ ژانویهٔ ۱۹۷۲) بازیکن سابق و مربی فوتبال اهل صربستان است.
از باشگاه‌هایی که در آن بازی کرده‌است می‌توان به باشگاه فوتبال بوسان ای‌پارک، باشگاه فوتبال سرزو اوساکا و باشگاه فوتبال اینچئون یونایتد اشاره کرد.